# آدوریان‌هازا
آدوریان‌هازا (به مجاری:  Adorjánháza) یک سکونتگاه مسکونی در مجارستان است که در وسپرم واقع شده‌است.